# Hello!My Town
『Hello! My Town』（ハロー マイ タウン）は、エフエム香川（FM香川）で放送されているラジオ番組である。

## 概要
主に香川県内の小売業者など（1店舗）のイベントなどの情報をFM香川のパーソナリティが電話インタビュー形式で放送する情報番組である。
インタビューを担当するパーソナリティはランダムに登場するため、一般的な帯番組に見られる、曜日によるパーソナリティの固定は行われていない。
| スタブアイコン | サブスタブ | この項目は、まだ閲覧者の調べものの参照としては役立たない、ラジオ番組に関連した書きかけの項目です。この項目を加筆・訂正などしてくださる協力者を求めています（P:ラジオ/PJ:放送番組）。 |